# 灰軟魚
灰軟魚（学名：Malakichthys griseus），又名大面側仔，熱帶海水魚，为輻鰭魚綱鱸形目鱸亞目發光鯛科軟魚屬下的一个种。该鱼主要分布於西北太平洋區，包括臺灣、日本南部、中國及菲律賓海域，體長可達15厘米，生活習性不明。